# Pelagornis
Pelagornis é um gênero de aves extintas da família Pelagornithidae.

## Espécies
- †P. miocaenus (Lartet, 1857)
- †P. mauretanicus (Mourer-Chauviré & Geraads, 2008)
- †P. chilensis (Mayr & Rubilar, 2010)
- †P. sandersi (Ksepka, 2014)